# グダニスク包囲戦 (1577年)
グダニスク包囲戦またはダンツィヒ包囲戦は、1577年にポーランド・リトアニア共和国が、反乱を起こしたグダニスク（ダンツィヒ）市を6か月にわたり包囲した戦い。

## 概要
トランシルヴァニア公ステファン・バートリのポーランド王即位を認めない一部の聖職者やシュラフタが神聖ローマ皇帝マクシミリアン2世を支持し、1575年にグダニスク反乱を起こした。が勃発した。しかし反乱軍はルビエシュフの戦いで決定的敗北を喫してグダニスクに撤退し、この包囲戦が反乱の最後の戦闘となった。
6か月にわたった包囲戦で、ポーランド・リトアニア共和国、ハンガリー、ワラキア連合軍はグダニスク市を落とすことができなかった。1577年12月16日にマルボルク条約
が結ばれ、昔からグダニスク市の特権を認めてきたグダニスク法をステファン・バートリが追認する代わりに、グダニスク市がステファン・バートリをポーランド王として認め、20万ズウォティの賠償金を支払う講和が成立した。